# Cython
Cython je programovací jazyk a překladač, které se snaží dosáhnout vyššího výkonu jazyka Pythonu (zejména oproti referenčnímu interpretu CPythonu) jednak překladem do nativního kódu a volitelně také obohacením jazyka o některé prvky jazyka C za účelem vyššího výkonu. Z jazyka C přebírá zejména typový systém. V překladu do nativního kódu jde o alternativu k projektům RPython a Numba.
Samotný Cython je tedy kompilovaný jazyk, ale typicky se používá k vytváření modulů, kterou jsou následně používány programy napsanými v interpretovaném Pythonu.
Cython vznikl v roce 2007 jako fork projektu Pyrex. Jeho překladač je uvolněn pod licencí Apache a jedná se tedy o svobodný software.
Psaní modulů v Cythonu je běžné zejména při využití Pythonu pro vědecké výpočty. Mezi projekty využívající Cython patří SageMath, SciPy, pandas a scikit-learn.